# Arcidiocesi di Los Angeles
L'arcidiocesi di Los Angeles (in latino Archidioecesis Angelorum in California) è una sede metropolitana della Chiesa cattolica negli Stati Uniti d'America. Nel 2023 contava 3.954.600 battezzati su 11.291.951 abitanti. È retta dall'arcivescovo José Horacio Gómez.

## Territorio
L'arcidiocesi si estende su 22.367 km² della California meridionale, comprendendo le contee di Los Angeles, Santa Barbara e Ventura.
Sede arcivescovile è la città di Los Angeles, dove si trova la cattedrale di Nostra Signora degli Angeli (Our Lady of the Angels).
Il territorio è suddiviso in 288 parrocchie, raggruppate in 5 regioni pastorali:
- Santa Barbara
- San Fernando
- Our Lady of the Angels
- San Gabriel
- San Pedro

### Provincia ecclesiastica
La provincia ecclesiastica di Los Angeles, istituita nel 1936, comprende le seguenti diocesi suffraganee:
- Fresno
- Monterey
- Orange in California
- San Bernardino
- San Diego

## Storia
Il 7 luglio 1859 la diocesi di Monterey assunse il nome di diocesi di Monterey-Los Angeles e il 1º giugno 1922 in seguito ad un grande aumento della popolazione, venne divisa in virtù della bolla Romani Pontifices di papa Pio XI, dando origine alle diocesi di Monterey-Fresno (oggi diocesi di Monterey) e Los Angeles-San Diego.
Il continuo incremento demografico portò presto ad una nuova divisione anche di quest'ultima diocesi: l'11 luglio 1936 con la bolla Ad spirituale christianae dello stesso papa Pio XI ebbe origine la diocesi di San Diego e la presente sede di Los Angeles in forza della bolla Nimis amplas ecclesiasticas del medesimo giorno fu elevata al rango di arcidiocesi metropolitana.
Il 24 marzo 1976 ha ceduto una porzione del suo territorio a vantaggio dell'erezione della diocesi di Orange in California.
Il 17 maggio 2006 la Congregazione per il culto divino e la disciplina dei sacramenti ha confermato Nostra Signora degli Angeli patrona principale dell'arcidiocesi.

### Procedimenti giudiziari
Nel dicembre del 2007 l'arcidiocesi di Los Angeles è stata condannata al pagamento di 500 000 dollari perché sette dei suoi sacerdoti avevano violentato una donna da quando questa aveva 16 anni. La donna ha anche una figlia da uno di questi presbiteri, mentre un altro aveva tentato di farla abortire in cambio di denaro.
Sempre nel 2007, l'arcidiocesi ha raggiunto un accordo extra-giudiziario, in base al quale deve versare 660 milioni di dollari a 508 vittime di presunte violenze su minori nell'arco di settant'anni in cambio dell'annullamento di quindici processi civili relativi a reati di pedofilia di cui erano accusati sacerdoti, frati e laici. La scelta dell'arcidiocesi ha evitato che venissero iniziati i processi per il risarcimento civile, con il rischio di dover far sedere il cardinale Roger Michael Mahony sul banco dei testimoni a spiegare il motivo per il quale i sacerdoti coinvolti nei reati non furono allontanati tempestivamente dai loro incarichi, evitando che li reiterassero. Già in precedenza l'arcidiocesi aveva accettato di versare 114 milioni di dollari ad altre vittime.

## Cronotassi degli arcivescovi
Si omettono i periodi di sede vacante non superiori ai 2 anni o non storicamente accertati.
- John Joseph Cantwell † (1º giugno 1922 - 30 ottobre 1947 deceduto)
- James Francis Louis McIntyre † (7 febbraio 1948 - 21 gennaio 1970 ritirato)
- Timothy Finbar Manning † (21 gennaio 1970 succeduto - 4 giugno 1985 ritirato)
- Roger Michael Mahony (12 luglio 1985 - 1º marzo 2011 ritirato)
- José Horacio Gómez, succeduto il 1º marzo 2011

## Statistiche
L'arcidiocesi nel 2023 su una popolazione di 11.291.951 persone contava 3.954.600 battezzati, corrispondenti al 35,0% del totale.
| anno | popolazione | popolazione | popolazione | presbiteri | presbiteri | presbiteri | presbiteri                | diaconi | religiosi | religiosi | parrocchie |
| anno | battezzati  | totale      | %           | numero     | secolari   | regolari   | battezzati per presbitero | diaconi | uomini    | donne     | parrocchie |
| ---- | ----------- | ----------- | ----------- | ---------- | ---------- | ---------- | ------------------------- | ------- | --------- | --------- | ---------- |
| 1950 | 832.375     | 4.541.400   | 18,3        | 799        | 499        | 300        | 1.041                     |         | 400       | 2.175     | 234        |
| 1966 | 1.621.101   | 8.716.672   | 18,6        | 1.393      | 689        | 704        | 1.163                     |         | 1.053     | 4.495     | 310        |
| 1970 | ?           | 9.247.261   | ?           | 1.483      | 749        | 734        | ?                         |         | 1.043     | 3.517     | 318        |
| 1976 | 2.208.989   | 9.424.906   | 23,4        | 1.579      | 844        | 735        | 1.398                     | 26      | 1.036     | 1.910     | 319        |
| 1980 | 2.069.682   | 7.908.300   | 26,2        | 1.303      | 641        | 662        | 1.588                     | 91      | 1.005     | 2.545     | 278        |
| 1990 | 3.405.180   | 9.656.205   | 35,3        | 1.322      | 664        | 658        | 2.575                     | 115     | 894       | 2.322     | 282        |
| 1999 | 4.080.793   | 10.652.600  | 38,3        | 1.198      | 604        | 594        | 3.406                     | 161     | 177       | 1.926     | 287        |
| 2000 | 4.121.601   | 10.449.129  | 39,4        | 1.270      | 642        | 628        | 3.245                     | 179     | 855       | 1.898     | 285        |
| 2001 | 4.148.720   | 11.055.000  | 37,5        | 1.357      | 731        | 626        | 3.057                     | 188     | 886       | 1.857     | 310        |
| 2002 | 4.197.635   | 10.985.200  | 38,2        | 1.251      | 645        | 606        | 3.355                     | 203     | 824       | 1.797     | 287        |
| 2003 | 4.206.875   | 11.012.763  | 38,2        | 1.200      | 616        | 584        | 3.505                     | 219     | 774       | 1.751     | 287        |
| 2004 | 4.174.304   | 11.096.200  | 37,6        | 1.198      | 587        | 611        | 3.484                     | 232     | 805       | 1.767     | 287        |
| 2009 | 4.603.000   | 11.606.889  | 39,7        | 1.144      | 590        | 554        | 4.023                     | 306     | 665       | 1.924     | 287        |
| 2013 | 4.263.990   | 11.816.567  | 36,1        | 1.099      | 566        | 533        | 3.879                     | 386     | 624       | 1.626     | 287        |
| 2016 | 4.392.000   | 11.599.000  | 37,9        | 1.117      | 577        | 540        | 3.931                     | 419     | 626       | 1.586     | 287        |
| 2019 | 4.044.742   | 11.465.880  | 35,3        | 1.083      | 565        | 518        | 3.734                     | 415     | 655       | 1.521     | 288        |
| 2021 | 4.025.346   | 11.331.612  | 35,5        | 1.027      | 549        | 478        | 3.919                     | 411     | 588       | 926       | 288        |
| 2023 | 3.954.600   | 11.291.951  | 35,0        | 977        | 521        | 456        | 4.047                     | 410     | 547       | 1.058     | 288        |